# Rosa del tercer milenio
Rosa del Tercer Milenio es el sexto libro del uruguayo Juan Grompone. El mismo fue editado por La Flor del Itapebí en 2002.

## Reseña
«Rosa del Tercer Milenio. Y otros cuentos» es un compilado de diecisiete cuentos cortos, policiales y de ciencia ficción (exceptuando el primero, el segundo y el cuarto). En el son nombrados algunos personajes históricos como Cristóbal Colón, William Shakespeare, Mozart, Leonardo da Vinci, Carlos Gardel o la Reina Hatshepsut mezclados con los protagonistas del libro. Fue reeditado y figuró entre los 10 libros de autores nacionales más vendidos del Uruguay en 2003.